# A Chance to Live
A Chance to Live é um filme-documentário em curta-metragem estadunidense de 1949 dirigido e escrito por James L. Shute. Venceu o Oscar de melhor documentário de curta-metragem na edição de 1950, ao lado de So Much for So Little.